# 略夫雷加特河畔科尔韦拉
略夫雷加特河畔科尔韦拉，是西班牙加泰罗尼亚巴塞罗那省的一个市镇。总面积18平方公里，总人口9610人（2001年），人口密度534人/平方公里。